# Thomas de Mahy de Favras

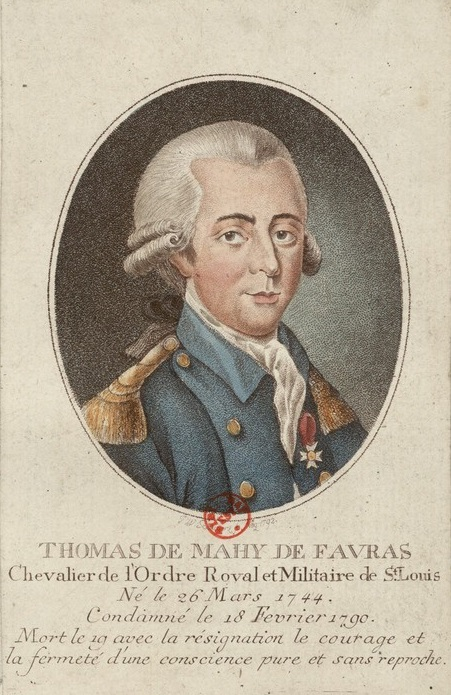
Thomas de Mahy

Thomas de Mahy, Marquis von Favras (* 26. März 1744 in Favras bei Blois; † 19. Februar 1790 in Paris) war Lieutenant 2e classe in der Schweizergarde des Grafen von Provence und wurde Opfer eines politischen Komplotts.

## Leben
Thomas de Mahy, Marquis von Favras trat in den Militärdienst ein und begann seine Laufbahn bei den Musketieren der Garde, nahm am Feldzug des Jahres 1761 teil, wurde Leutnant in der Schweizergarde des Grafen von Provence, des späteren Ludwig XVIII., heiratete die Prinzessin Viktoria Hedwig Karoline von Anhalt-Bernburg-Schaumburg-Hoym (1749–1841) und fasste nach dem Ausbruch der Revolution durch seinen Ehrgeiz bewogen den Entschluss, König Ludwig XVI. und die Monarchie auf irgendeine Weise zu retten.
Mit Hilfe einer Schar angeworbener Helfer wollte er die Konstituierende Versammlung angreifen und den König mit dessen Familie nach Peronne entführen. Von Spionen der Polizei umgeben und verraten, wurde er im Dezember 1789 verhaftet und als Hochverräter zum Tode durch den Strang verurteilt. Das Urteil, das unter dem Einfluss der Volkswut gefällt worden war, wurde am 19. Februar 1790 auf dem Place de Grève in Paris vollzogen. Der Graf von Provence, der um seinen Plan wusste, tat ebenso wenig etwas zu seiner Rettung wie der König. Kurz nach seinem Tod erschien das Testament de mort du Sieur Thomas de Mahy de Favras, exécuté en place de Grève: Daté le 22 Février 1790 und bald darauf die Correspondance du Marquis et de la Marquise de Favras pendant leur détention.
Der Öffentlichkeit blieb er aufgrund seiner letzten Worte in Erinnerung. Als ihm sein Todesurteil zum Lesen vorgelegt wurde, bemerkte er spöttisch: „Ich sehe, dass Ihr drei Rechtschreibfehler gemacht habt.“

## Referenzen
- Le déficit des finances de la France vaincu par un mode de reconstitutions annuitaires, qui opérera aussi, en trente ans, la libération de la dette nationale. Paris 1789. Mikrofiche-Ausgabe 1993.
- Interrogatoires de M. le Marquis de Favras. Paris um 1790.
- Mémoire pour Thomas de Mahy, Marquis de Favras, … contre M. le procureur du Roi, accusateur, et encore contre M. le procureur-syndic de la commune provisoire de Paris, partie civile. Paris 1790.
- Correspondance du marquis et de la marquise de Favras pendant leur détention. Thomas de Mahy Favras (Publ. p. de Mahy Savonnière) Paris 1790.
- Testament de mort du Sieur Thomas de Mahy de Favras, exécuté en place de Grève: Daté le 22 Février 1790. Paris 1790.
- Guillaume François de Mahy de Cormeré: Justification de M. de Favras, prouvée par les faits et par la procédure. Teil/Tome 2: Informations, prétendues pièces de conviction, interrogatoires, procédures et jugemens sur le procès de l’infortuné Thomas de Mahy Favras, Chevalier de l’ordre royal et militaire de Saint-Louis, condamné à mort par un Jugement du tribunal commis par l’assemblée nationale pour l’instruction des crimes de lèze-nation, ledit Jugement en date du 18. février 1790, exécuté le lendemain, 19. février. Paris 1791.
- Jean Joseph Pithou de Loinville: Mémoire Justificatif De Thomas De Mahy De Favras, Ou Appel A La Postérité Et A La Cour De Révision. Par l’auteur des Réflexions Sur Le Jugement Et La Mort De M. De Favras. Paris um 1793.

## Biographien
- Eduard Freiherr von Stillfried-Ratènic: Thomas de Mahy Marquis de Favras und seine Gemahlin, ein Beitrag zur Geschichte der französischen Revolution aus den Jahren 1789 und 1790. Wien 1881.
- Jean Tulard, Jean-François Fayard, Alfred Fierro: Histoire et dictionnaire de la Révolution française 1789–1799. Laffont, Paris 1987, ISBN 2-7028-2076-X.